# Charles L. Stevenson
Charles Leslie Stevenson, född 1908, död 1979, var en amerikansk analytisk filosof som gjort sig känd för sitt arbete inom etiken och estetiken.

## Biografi
Stevenson var professor vid Yale University mellan åren 1939-1946 och därefter vid University of Michigan tills år 1977.  Han studerade i England med Wittgenstein och G.E. Moore.
Han har utmärkt sig genom sitt försvar av emotivismen under efterkrigstiden och hjälpte till att utveckla den till en metaetisk teori som betonade skillnaden mellan kognitiva, vetenskapliga användningar av språket och icke-kognitiva, emotionella sådana.  I sina texter "The Emotive Meaning of Ethical Terms" (1937) och "Persuasive Definitions" (1938), samt sin bok Ethics and Language (1944), utvecklade han en teori om emotiv mening som han sedan använde som grund för sin teori om persuasiva definitioner.
Hans texter har samlats i boken Facts and Values (1963).